# Hüpeden (Familie)
Der Stammbaum der Familie Hüpeden lässt sich in Norddeutschland insbesondere in den Ländern Bremen und Niedersachsen bis in das 16. Jahrhundert zurückverfolgen. Das Patriziergeschlecht lässt sich vor allem in der Stadt und im Herzogtum Bremen sowie im Herzogtum Braunschweig-Lüneburg bis zum Jahr 1533 und darüber hinaus zurückverfolgen und stellte beispielsweise zahlreiche Persönlichkeiten in der Stadt Hann. Münden. Urkunden aus dem ersten Viertel des 18. Jahrhunderts belegen, dass sich die Familie ehemals auch „von Hüpede“ nannte. Das Geschlecht besaß ein Landgut bei dem Dorf Hüpede im Calenberger Land; es wird angenommen, dass die Namensgebung von dieser Ortschaft entlehnt ist.
Die Familie teilte sich ab dem 15. Jahrhundert in zwei Stämme;
1. diejenigen „vom Lehen“, deren nach 1400 geborener Stammvater „Heinrich v. Hüpede“ Güter bei Herford in der Grafschaft Ravensberg besaß,[1] und
2. die Hüpeden ohne Lehen.[1]

## Persönlichkeiten
- Christoph Hüpeden (1578–1666), Bürgermeister von Münden[2]